# تپه کپک لو ۴
تپه کپک لو ۴ مربوط به دوره اشکانی است و در شهرستان همدان، بخش مرکزی، دهستان سنگستان، ۳ کیلومتری روستای گرگوز واقع شده و این اثر در تاریخ ۲۳ بهمن ۱۳۸۵ با شمارهٔ ثبت ۱۷۱۳۵ به عنوان یکی از آثار ملی ایران به ثبت رسیده است.